# Zabłocie Kanigowskie
Zabłocie Kanigoweskie (deutsch Sablotschen, 1938 bis 1945 Winrichsrode) ist ein kleines Dorf in der polnischen Woiwodschaft Ermland-Masuren. Es gehört zur Landgemeinde Janowiec Kościelny im Powiat Nidzicki (Kreis Neidenburg).

## Geographische Lage
Zabłocie Kanigowskie liegt im Südwesten der Woiwodschaft Ermland-Masuren, acht Kilometer südöstlich der Kreisstadt Nidzica (deutsch Neidenburg). Die deutsch-polnische Staatsgrenze verlief bis 1945 nur wenige hundert Meter östlich des Dorfes.

## Geschichte
1359 wurde das kleine damals Zeeblocz, nach 1437 Sablotz, und nach 1759 Sablotschen genannte Dorf gegründet. 1874 kam es zum neu errichteten Amtsbezirk Kandien (polnisch Kanigowo), der bis 1945 bestand und zum ostpreußischen Kreis Neidenburg gehörte.
80 Einwohner zählte Sablotschen im Jahre 1910, 86 waren es im Jahre 1933.
Aus politisch-ideologischen Gründen der Abwehr fremdländisch klingender Ortsnamen wurde Sablotschen am 3. Juni – amtlich bestätigt am 16. Juli – 1938 in „Winrichsrode“ umbenannt. 1939 zählte das Dorf 119 Einwohner.
Als 1945 in Kriegsfolge das gesamte südlich Ostpreußen an Polen fiel, war auch Winrichsrode davon betroffen. Es erhielt die polnische Namensform „Zabłocie Kanigowskie“. Heute ist das Dorf mit dem Sitz eines Schulzenamts (polnisch Sołectwo) eine Ortschaft im Verbund der Gmina Janowiec Kościelny im Powiat Nidzicki, bis 1998 der Woiwodschaft Olsztyn, seither der Woiwodschaft Ermland-Masuren zugehörig. Im Jahre 2011 zählte das Dorf 60 Einwohner.

## Kirche
Sablotschen resp. Winrichsrode war bis 1945 in die evangelische Kirche Kandien (polnisch Kanigowo) in der Kirchenprovinz Ostpreußen der Kirche der Altpreußischen Union sowie in die römisch-katholische Kirche Neidenburg im damaligen Bistum Ermland eingepfarrt. Heute gehört Zabłocie Kanigowskie katholischerseits zur Pfarrei Kanigowo im jetzigen Erzbistum Ermland, evangelischerseits zur Heilig-Kreuz-Kirche Nidzica in der Diözese Masuren der Evangelisch-Augsburgischen Kirche in Polen.

## Verkehr
Zabłocie Kanigowskie ist auf Nebenstraßen von Kanigowo (Kandien) und von Safronka (Saffronken) aus zu erreichen. Eine Bahnanbindung besteht nicht.